# Kádár Imre (számvevő)
Kádár Imre (Hódmezővásárhely, Csongrád megye, 1854. július 22. – Karcag, 1950. február 2.) városi számvevő, tanító, író.

## Élete
Kádár István és erdődi Szabó Judit református vallású földműves szülők fia. Gimnáziumi tanulmányait szülőhelyén, a tanítóképző tanfolyamot a csongrádi állami intézetben végezte, ahonnét 1874-ben szülővárosába tanítónak meghívták, majd egy évi működés után, katonai szolgálatra három évre bevonult a hadmérnök ezredhez Budapestre. Miután eleget tett katonai kötelezettségének, tanító volt két-két évig Pusztaszenttornyán és Kaszaperegben (Csanád megye). 1881-ben a kunfélegyházi állami képzőben tanító-oklevelet nyert és a karcagi református egyház választotta tanítójának, ahol 1893-ig működött. Az országos vereskereszt egylet karcagi fiókja 1886-ban jegyzőjévé, a heves-nagy-kunsági tanítóegylet 1887-től 1891-ig elnökül, a karcagi önsegélyző egylet 1888-ban pénztárnokká, majd könyvelővé választotta. 1893-ban orvosi tanácsra megvált tanítói állásától és a városi képviselőtestület megválasztotta számvevőnek, mely hivatalában működött később. 1924-ben vonult nyugalomba. 1950. február 2-án, életének 96., özvegységének 3. évében hunyt el. 1950. február 4-én délután helyezték örök nyugalomra a karcagi római katolikus régi temetőben, édesanyja mellé.

## Munkái
1. Költemények 1871-1886. Orosháza, 1886.
2. Lelki vigasz. Prot. családi énekeskönyv. Karczag, 1889. (Ism. Prot. Egyh. és Isk. Lap 30. sz.)
3. Siralmas ház. Újabb halotti énekek gyűjteménye. Uo. 1890.

Szerkesztette az Orosházi Közlönyt 1879. aug. 10-től decz. 31-ig, a Nagy-Kunságot 1882. és 1883-ban és a Kun-Gunár c. humorisztikus hetilapot dr. Gigász Nro 2. álnév alatt 1882 és 1883-ban. (Mind e lapokban sok czikke jelent meg, úgy az Uj Budapest 1887-1890. évf.)
Kéziratban sajtó alá rendezve: Sormérő, Ezer magyar ballada, Rezgő nyárfa és Énekesház.